# 대한민국 형법 제74조
대한민국 형법 제74조는 가석방의 실효에 대한 형법총칙의 조문이다.

## 조문
제74조(가석방의 실효) 가석방중 금고 이상의 형의 선고를 받어 그 판결이 확정된 때에는 가석방처분은 효력을 잃는다. 단 과실로 인한 죄로 형의 선고를 받었을 때에는 예외로 한다.

第74條(假釋放의 失效) 假釋放中 禁錮 以上의 刑의 宣告를 받어 그 判決이 確定된 때에는 假釋放處分은 效力을 잃는다. 但 過失로 因한 罪로 刑의 宣告를 받었을 때에는 例外로 한다.

## 같이 보기
- 가석방

## 참고 문헌
- 신이철, 형법총론, 경찰승진연구회, 2005. ISBN 9788988777886
- 조현욱, 형법총론강의, 진원사, 2008 ISBN 9788990904621
- 손동권, 형법총론, 栗谷出版社, 2011. ISBN 9788991830936